# Sonny Criss/Tommy Turk Collates
Sonny Criss/Tommy Turk Collates è un album discografico split a nome di Sonny Criss e Tommy Turk, pubblicato dall'etichetta discografica Clef Records nel 1953.

## Tracce
Lato A
1. The First One – 2:57 (Sonny Criss) – Registrato il 22 settembre 1949 a Los Angeles, California
2. Calidad – 3:17 (Sonny Criss) – Registrato il 22 settembre 1949 a Los Angeles, California
3. Blues for the Boppers – 2:43 (Sonny Criss) – Registrato il 22 settembre 1949 a Los Angeles, California
4. Tornado – 2:40 (Sonny Criss) – Registrato il 22 settembre 1949 a Los Angeles, California

Lato B
1. The Beat – 3:37 (Tommy Turk) – Registrato il 1º dicembre 1949 a New York
2. Bye Bye Blues – 2:43 (Fred Hamm, Dave Bennett, Bert Lown, Chauncey Grey) – Registrato il 1º dicembre 1949 a New York
3. Encore – 3:07 (Tommy Turk) – Registrato il 1º dicembre 1949 a New York
4. Two by Four – 3:20 (Tommy Turk) – Registrato il 1º dicembre 1949 a New York

## Musicisti
The First One / Calidad / Blues for the Boppers / Tornado
Sonny Criss and His Orchestra
- Sonny Criss - sassofono alto
- Hampton Hawes - pianoforte
- Iggy Shevack - contrabbasso
- Chuck Thompson - batteria

The Beat / Bye Bye Blues / Encore / Two by Four
Tommy Turk and His Orchestra
- Tommy Turk - trombone
- Frank Rosolino - trombone
- Leonard Hawkins - tromba
- Flip Phillips - sassofono tenore
- Cecil Payne - sassofono baritono
- Mickey Crane - pianoforte
- Ray Brown - contrabbasso
- Buddy Rich - batteria